# CRISPR

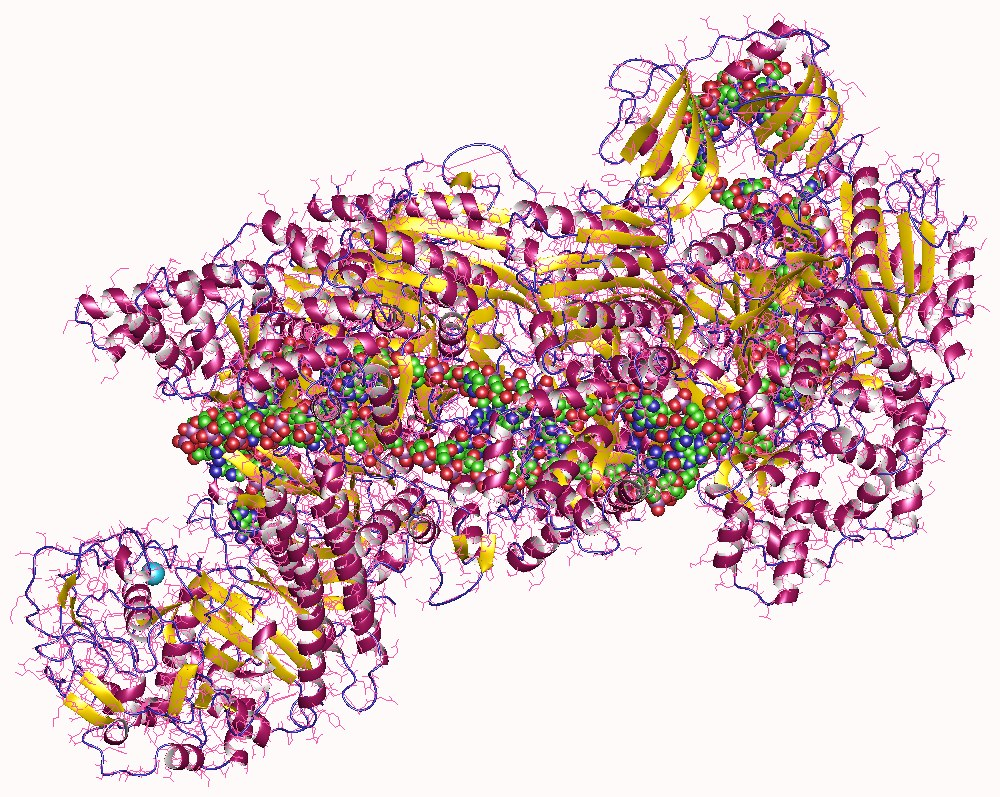

CRISPR (pronuncia italiana: /ˈkrisper/; pronuncia inglese: [ˈkɹɪspəɹ]) è il nome attribuito a una famiglia di segmenti di DNA contenenti brevi sequenze ripetute (di origine fagica o plasmidica) rinvenibili in batteri e archei. In particolare, le CRISPR sono presenti nel locus CRISPR insieme ad altri elementi genici sia nei batteri che negli archei. CRISPR è l'acronimo di clustered regularly interspaced short palindromic repeats, lett. "sequenze ripetute palindrome brevi raggruppate a intervalli regolari". In passato le sequenze erano denominate SRSR da short regularly spaced repeats, lett. "sequenze ripetute brevi a intervalli regolari".
Queste brevi ripetizioni sono sfruttate dal batterio per riconoscere e distruggere il genoma proveniente da virus simili a quelli che hanno originato le CRISPR: costituiscono dunque una forma di immunità acquisita dei procarioti.
Le CRISPR costituiscono uno degli elementi di base del sistema CRISPR/Cas, anch'esso coinvolto nell'immunità acquisita dei procarioti. Una versione semplificata di questo sistema (detta CRISPR/Cas9) è stata modificata per fornire un potentissimo e precisissimo strumento di modificazione genetica che risulta di impiego molto più facile, e al contempo più economico, rispetto alle tecnologie preesistenti. Grazie al sistema CRISPR/Cas9 è stato possibile modificare permanentemente i geni di molteplici organismi.

## Storia
La scoperta di cluster (raggruppamenti) di ripetizioni di DNA ebbe inizio indipendentemente in tre parti diverse del mondo.

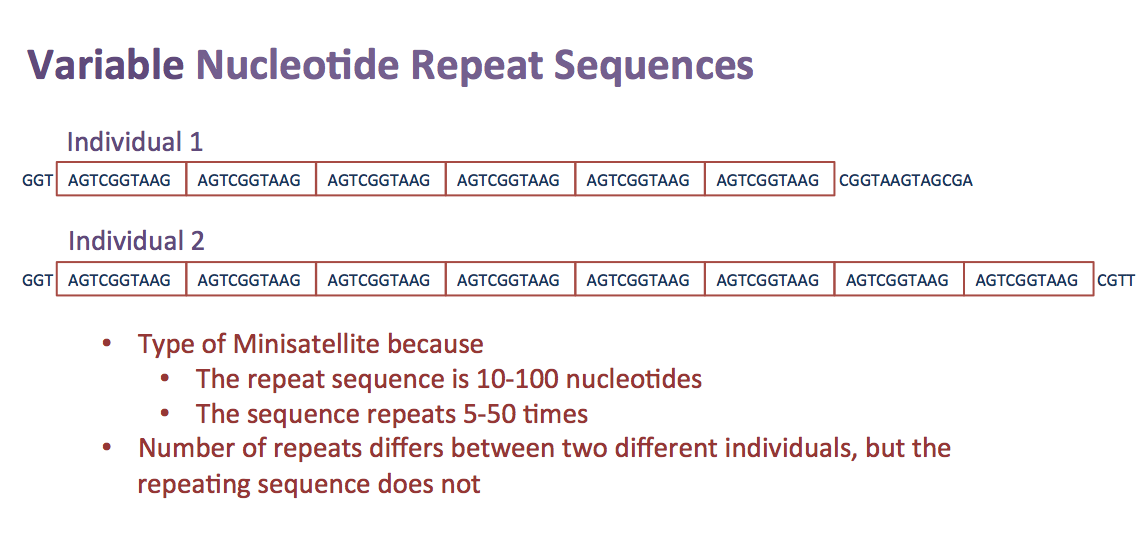
Un esempio di ripetizioni di sequenze di DNA organizzate "in tandem". Si noti l'assenza di "DNA Spaziatore".

### Il contributo del Giappone: serendipità associata al gene "iap"
La prima descrizione di quello che sarebbe stato chiamato nel futuro CRISPR avvenne nel 1987 all'università di Osaka (Giappone). Infatti il ricercatore Yoshizumi Ishino clonò accidentalmente una porzione di CRISPR insieme al gene iap (inhibitor of apoptosis), il vero bersaglio dei suoi esperimenti. La porzione di CRISPR venne descritta come una ripetizione di sequenze di DNA "atipica" a causa dell'interposizione di DNA "spaziatore" tra una sequenza e l'altra.
Le ripetizioni di DNA tipiche sono difatti organizzate "in tandem", ovvero localizzate in maniera contigua senza l'interposizione di nessun DNA spaziatore tra una sequenza e l'altra.
Non si conosceva in quel periodo il significato di ripetizioni presenti ad intervalli irregolari.

### Il contributo dei Paesi Bassi: lo spoligotyping
Nel 1993 un gruppo di ricercatori dei Paesi Bassi pubblicò due articoli riguardanti il genoma di Mycobacterium tuberculosis, in particolar modo soffermandosi sulla presenza di un cluster (un insieme) di ripetizioni dirette (DR, Direct Repeats) interrotte da DNA Spaziatore. Questi ricercatori scoprirono che ceppi diversi di M. tuberculosis possedevano sequenze DR diverse tra loro. Grazie a questa particolarità essi inventarono un saggio di biologia molecolare che consentiva di identificare ceppi diversi di M. tubercolosis in base ai DR diversi. Questa tecnica, tuttora utilizzata, è detta spoligotyping.

### Il contributo della Spagna: origine del termine CRISPR e la prima ipotesi di Mojica
Sempre nel 1993 il microbiologo Francisco Mojica dell'università di Alicante (Spagna) scoprì insieme ai suoi collaboratori la presenza di cluster di ripetizioni di DNA nelle specie di archei Haloferax e Haloarcula. Mojica tentò di dare un ruolo a questi cluster: dal momento che in Haloferax Vulcanii non potevano coesistere plasmidi e cromosomi con cluster di ripetizione uguali, egli ipotizzò un ruolo di questi nel permettere una corretta segregazione del DNA replicato nelle cellule figlie durante la divisione cellulare. Questa ipotesi si rivelò errata, anche se Mojica scoprì per la prima volta la trascrizione di sequenze ripetute interrotte. Entro il 2000 Mojica identificò altre ripetizioni interrotte in altre 20 specie diverse di microbi.
Nel 2001 Mojica e Ruud Jansen, che stava ricercando altre ripetizioni interrotte, proposero l'acronimo CRISPR come acronimo "universale" per identificare tutte queste sequenze descritte da acronimi diversi nella storia della letteratura scientifica.

### Scoperta di sistemi associati a CRISPR: i geni CAS

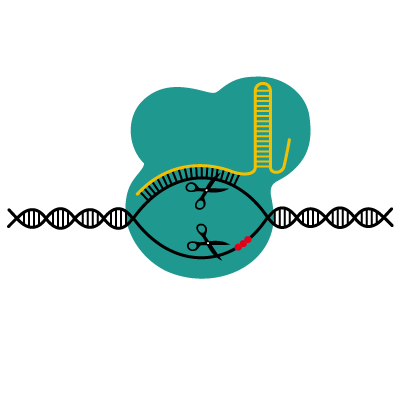
Schema grafico dell'enzima Cas9, in grado di assolvere a due funzioni fondamentali: # riconoscimento della struttura "estranea" da tagliare/clivare (di solito il genoma del patogeno che sta infettando il batterio); # taglio della struttura. Modificando Cas9 è possibile "vaccinare" il batterio contro l'infezione di batteriofagi.

Un passo in avanti verso una migliore comprensione della funzione dei CRISPR avvenne grazie al contributo di Ruud Jansen dell'Università di Utrecht e collaboratori: egli osservò che nei procarioti l'insieme (cluster) di ripetizioni era accompagnato da un set di geni omologhi che aiutavano a costituire i "sistemi associati a CRISPR" (CRISPR associated system, in sigla geni cas).
All'inizio furono scoperti quattro geni cas (cas 1-4); solo in seguito fu caratterizzata la natura dei trascritti di questi geni: le proteine contenevano domini elicasici e nucleasici, il che suggeriva un ruolo nell'organizzazione "tridimensionale" dei loci dei CRISPR. In queste ricerche veniva usato il termine CRISPR come designazione universale per questi tipi di pattern, sebbene la funzione dei CRISPR rimanesse ancora un enigma da risolvere.

### Ipotesi sulla funzione di CRISPR e sulla loro genesi: la seconda ipotesi di Mojica
Nel 2005 tre gruppi di ricerca tra loro indipendenti dimostrarono che alcuni spaziatori presenti nei CRISPR derivavano da DNA di batteriofagi o da DNA extra-cromosomico (es. DNA di plasmidi). Infatti gli spacer (spaziatori) sono piccole sequenze di DNA acquisite per mezzo di virus che hanno tentato in passato di attaccare la cellula. Proprio questa osservazione suggerì un ruolo di CRISPR nell'immunità adattativa dei procarioti. Queste ricerche non vennero pubblicate su giornali scientifici maggiori (con elevato indice citazionale Impact Factor), ma apparvero in altre riviste minori.
La prima ricerca che ipotizzò un ruolo di CRISPR-Cas nell'immunità adattativa venne pubblicata dal gruppo di Mojica. Egli ipotizzò la presenza di un sistema analogo a quello della RNAi (RNA interference) presente negli eucarioti; in altre parole il locus CRISPR poteva riconoscere gli attacchi da virus esogeni mediante la seguente strategia:
1. Acquisizione di una sequenza spacer, dovuta a una precedente "invasione" del virus, nel locus CRISPR del genoma batterico;
2. Trascrizione del DNA-spacer in RNA;
3. Utilizzo dell'RNA-spacer per riconoscere la nuova invasione da parte dello stesso virus.

Questa nuova ipotesi si rivelò essere corretta, eccetto un dettaglio: nella RNAi viene degradato RNA estraneo, il sistema CRISPR-Cas invece degrada DNA.
Parallelamente a ciò vennero proposte altre due ipotesi da altri ricercatori che tentavano di spiegare la funzione di CRISPR nei procarioti:
- Koonin e colleghi estesero l'ipotesi di Mojica (sistema analogo al Rna-interference degli eucarioti) ai geni CAS ed elencarono i diversi meccanismi di azione dei diversi sottotipi dei sistemi Cas-CRISPR;[21]
- Altri ricercatori ipotizzarono che le sequenze CRISPR indirizzavano in qualche modo gli enzimi CAS a degradare il DNA Virale.[17][22]

### Dalle ipotesi di Mojica alle prime scoperte definitive
Numerose ricerche condotte da gruppi diversi di ricercatori hanno portato alla scoperta delle funzioni principali dei sistemi CRISPR-Cas. Nel 2007 venne pubblicata la prima evidenza sperimentale che comprovava il ruolo di CRISPR nell'immunità adattativa. Il lavoro svolto dai ricercatori consisteva nei seguenti punti chiave:
1. Una regione CRISPR di Streptococcus thermophilus acquisì delle sequenze di DNA-spacer per mezzo dell'invasione di un batteriofago;
2. Si aggiungevano e rimuovevano DNA-spacer dalla sequenza conosciuta e uguale a quella acquisita dal batterio per mezzo del batteriofago;
3. Si osservava che Streptococcus thermophilus diventava "resistente" al batteriofago se si aggiungeva un DNA-spacer simile a quello del batteriofago.[23][24]

Nel 2008, Brouns e colleghi identificarono in E. coli un complesso di proteine Cas che tagliava il trascritto di RNA del locus CRISPR (CRISPR-RNA) per ottenere due tipi di frammenti:
1. frammenti di RNA che contenevano soltanto le sequenze ripetute;
2. frammenti di RNA che contenevano soltanto le sequenze spacer, che rimanevano ancorati al complesso proteico Cas.

Sempre nel 2008 Marraffini e Sontheimer dimostrarono che una sequenza CRISPR di S. epidermidis, per prevenire l'invasione di un batteriofago (coniugazione), agiva contrastando il suo DNA e non il suo RNA. Questa ipotesi si discostava da quella dell'RNAinterference di Mojica, che allo stesso momento veniva confermata dal sistema CRISPR-Cas di Pyrococcus furiosus che preveniva l'infezione riconoscendo l'RNA del non-self.
Nel 2010 uno studio ha dimostrato che in S. thermophilus il sistema CRISPR-Cas tagliava entrambi i filamenti del fago e del DNA del plasmide.

### Il sistema CRISPR/Cas9: una versione semplificata di immunità acquisita
I ricercatori hanno scoperto nel batterio Streptococcus pyogenes un sistema CRISPR molto semplice che utilizza la proteina Cas9.
Cas9 è un'endonucleasi a quattro componenti che si associa con delle piccole molecole di RNA per formare un complesso ribonucleoproteico:
1. Un crRNA (CRISPR-RNA):
2. Un trascrRNA (trans-activating CRISPR RNA).[26]

Jennifer Doudna e Emmanuelle Charpentier hanno ri-ingegnerizzato l'endonucleasi Cas9 in un sistema a due componenti molto più maneggevole fondendo le due molecole di RNA in un unico RNA denominato "single-guide RNA" che, quando fuso a Cas9, può cercare e tagliare il DNA-target specificato da questo. Manipolando la sequenza del single-guide RNA, il sistema artificiale Cas9 può essere ingegnerizzato in maniera tale da riconoscere e tagliare qualsiasi sequenza di DNA.
Per questo lavoro Doudna e Charpentier sono state insignite del Premio Nobel per la chimica 2020 "per lo sviluppo di un metodo per l'editing del genoma".

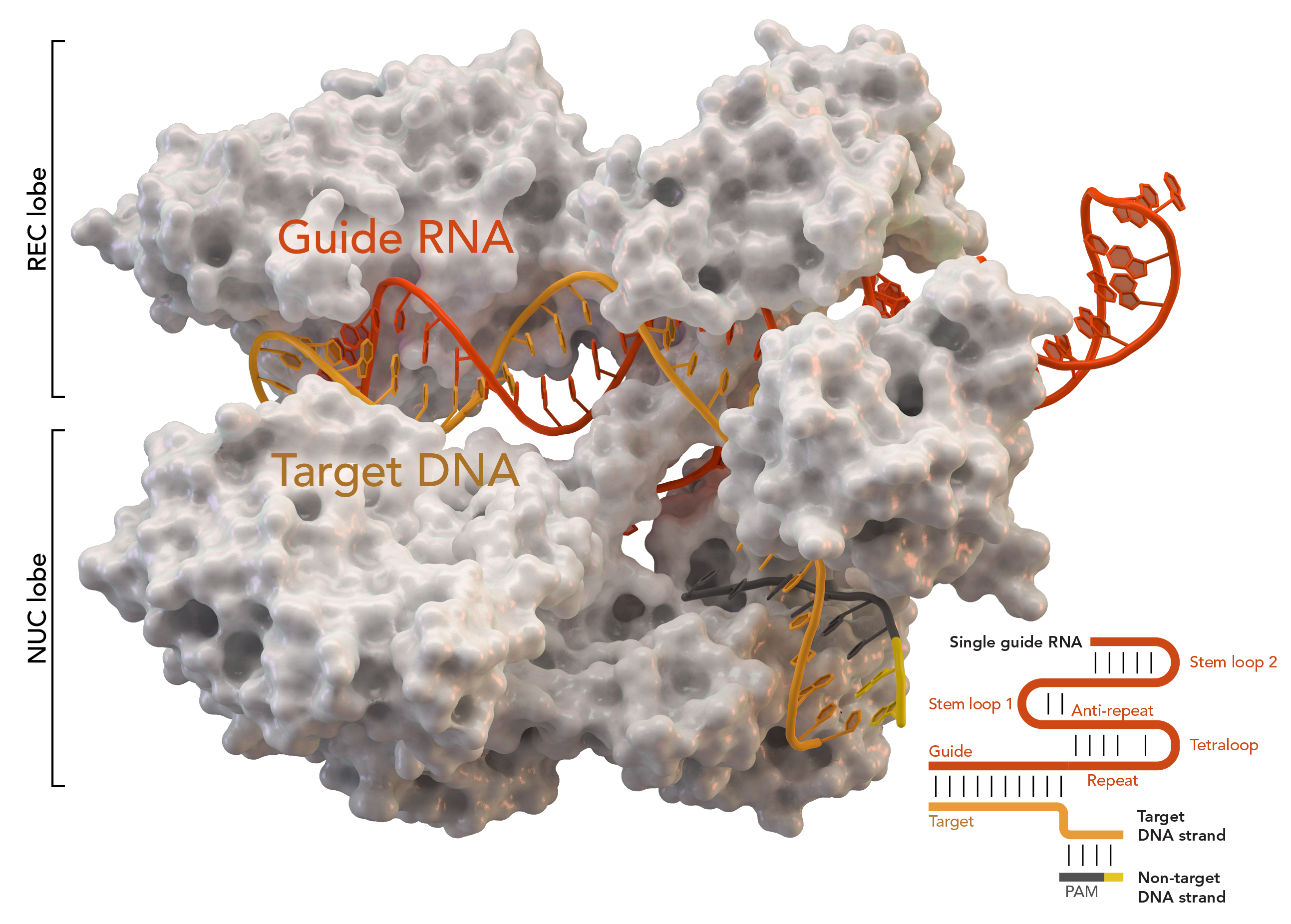

Un altro gruppo di ricercatori (composto da Šikšnysin, Gašiūnas, Barrangou e Horvath) ha dimostrato che Cas9 del sistema CRISPR di S. thermophilus può essere riprogrammata maneggiando la sequenza del suo crRNA per riconoscere la sequenza di DNA di gradimento del ricercatore. Questa scoperta ha aumentato la versatilità del sistema CRISPR-Cas nell'editing dei genomi di diversi organismi.
Altri due gruppi di ricercatori (di Feng Zhang e George Church) hanno simultaneamente descritto la possibilità di modificare il genoma di cellule umane (in coltura, in vitro) utilizzando il sistema CRISPR/Cas9.
Altre ricerche hanno dimostrato la possibilità del sistema CRISPR/Cas9 di modificare il genoma dei seguenti organismi modello:
- lievito del pane (Saccharomyces cerevisiae);[30][31][32]
- pesce zebrato (Danio rerio);[33]
- moscerino della frutta (Drosophila melanogaster);[34]
- nematodi (C. elegans);[35]
- piante (inclusa Arabidopsis);[36]
- topi;[37][38]
- scimmie;[39]
- embrioni umani.[40]

Infine è stata dimostrata la possibilità di modificare CRISPR per generare fattori di trascrizioni "programmabili" che siano in grado di riconoscere e attivare/silenziare geni specifici.

### Un'alternativa di Cas: Cpf1
Nel 2015 è stata scoperta Cpf1, una nucleasi appartenente al sistema CRISPR/Cpf1 nel batterio Francisella novicida. Cpf1 possiede molteplici differenze rispetto a Cas9 incluso:
- la modalità di "taglio" del DNA riconosciuto: Cpf1 genera dei tagli "sfalsati" con delle "sticky-ends", a differenza di Cas9 che genera dei tagli netti;
- l'utilizzo di una sequenza PAM, descritta più avanti, "T-rich" (ricca di timina) che permette a Cpf1 di riconoscere parti alternative di DNA rispetto a Cas9;
- l'utilizzo del solo CRISPR-RNA (crRNA) per una corretta individuazione della sequenza di DNA da tagliare. Cas9 necessita sia di crRNA che trascrRNA.

### Abe
A ottobre 2017 un gruppo di scienziati guidati da David Liu di Harvard usa CRISPR per individuare determinati geni nel DNA che servirà poi agli Adenine Base editor (modificatori della base Adenina) per sostituire in maniera puntuale una base azotata.

### Nanolipidi come vettori
A novembre 2017 un articolo di Nature Biotechnology scritta da un gruppo del MIT descrive l'utilizzo con successo di nanoparticelle lipidiche anziché virus come vettore di CRISPR per agire sul gene Pcsk9 che regola i livelli di colesterolo nel fegato.

### EvoCas9
A fine gennaio 2018 un'équipe dell'Università degli Studi di Trento presenta un'ulteriore evoluzione della CRISPR-Cas9 dove Cas9 è stata fatta sviluppare in vitro con dei lieviti. Gli esperimenti sono stati condotti con tecnica di sequenziamento genome wide. Per l'innovazione è già stato richiesto il brevetto.
Ulteriori evoluzioni potrebbero prevedere l'uso di altri enzimi per correggere le lettere DNA senza la necessità di tagliare oppure si potrebbe dare il via a una progettazione ad hoc di numerose "Cas9" per ogni gene che si andrà a modificare.

## Predecessori del sistema CRISPR-Cas9
Nei primi anni del 2000 per poter modificare il genoma di organismi modello vennero ingegnerizzati i seguenti sistemi:
1. Delle nucleasi con dominio a dita di zinco delle proteine sintetiche con domini leganti il DNA con attività nucleasica, in grado di clivare il DNA in punti specifici;
2. Le TALENS (nel 2010), ovvero delle nucleasi transcription activator-like effector sintetiche; esse erano in grado di clivare meglio e più facilmente dei locus di DNA predefiniti;

Sia le nucleasi con dominio a dita di zinco sia le TALENS richiedono la creazione di una proteina personalizzata per ogni sequenza di DNA da tagliare: questo requisito rende entrambe le tecniche più dispendiose in termini di tempo e risorse economiche rispetto alla creazione degli "RNA a guida singola" utilizzati nel sistema CRISPR-CAS9. In altre parole i sistemi CRISPR/Cas sono più facili da progettare poiché è richiesta la generazione di una molecola di RNA e non di una proteina.

## Struttura del locus CRISPR

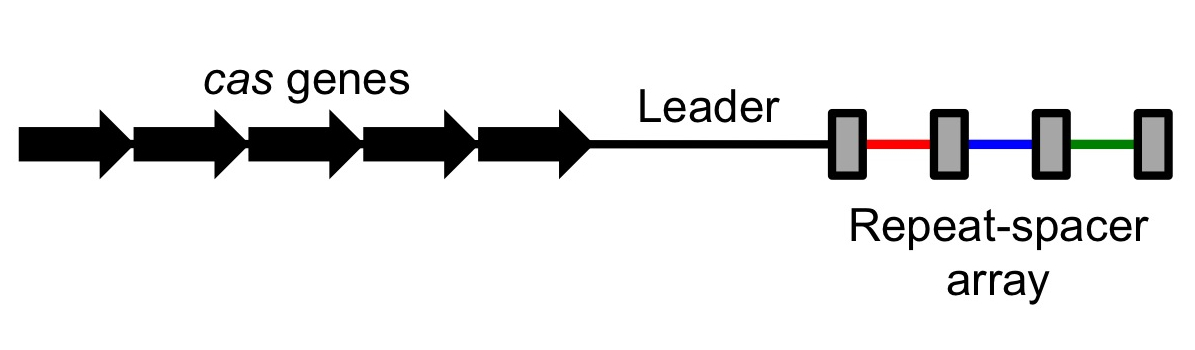
Diagramma semplificato di un locus CRISPR. Sono mostrati i tre componenti principali del locus: 1. I geni "cas"; 2. La sequenza leader; 3. Un modulo formato da DNA ripetuto (riquadri grigi) e spaziatori tra esso interposti (linee colorate). L'ordine delle tre componenti non è sempre uguale a quello mostrato nella figura. Inoltre è possibile che CRISPRs con sequenze simili siano presenti nello stesso genoma, dei quali solo uno è associato con i geni "cas".

Una CRISPR è costituita da una sequenza leader seguita da brevi ripetizioni di DNA che sono separate tra loro mediante degli spaziatori o spacers, altre sequenze di DNA dalla sequenza unica e non ripetuta. Al locus CRISPR possono essere associati i geni cas descritti in seguito.

### Componente 1: Sequenza Leader
La sequenza leader in un locus CRISPR (è possibile definirlo anche "array" CRISPR o "modulo" CRISPR) è ricca di basi azotate A e T.

### Componente 2: Ripetizioni
Le ripetizioni in un locus CRISPR hanno una grandezza variabile: solitamente oscillano dai 28 ai 37 bp (base-pairs), anche se sono state scoperte delle ripetizioni molto più corte (23 bp) e molto più lunghe (55 bp).
Alcune delle ripetizioni sono palindrome; ne consegue che quando sono trascritte formano un RNA che assume una struttura secondaria "a forcina".
Altre ripetizioni non sembrano avere alcuna sovrastruttura.

### Componente 3: Spaziatore (DNA-Spacer)
La grandezza degli spacer nei diversi moduli CRISPR oscilla dai 21 ai 72 bp, con valori comuni compresi tra 32 e 38 bp.
Gli spacer derivano dal "patogeno" che ha tentato in passato di infettare il batterio. Nuovi spacer pertanto possono apparire in maniera molto rapida per favorire la risposta immunitaria adattativa in seguito all'infezione del patogeno, per esempio batteriofago.
Il numero degli spacer per ogni array-CRISPR è solitamente minore di 50 unità.

### Componente 4 (opzionale, ma frequente): geni CAS
In vicinanza delle ripetizioni e degli spaziatori nel locus CRISPR possono essere presenti dei clusters di geni cas.
In totale sono stati scoperti 93 geni cas; essi sono accorpati in 35 famiglie in base alla somiglianza di sequenza delle proteine da essi codificate. 11 delle 35 famiglie sono di particolare importanza poiché formano il "nucleo" della proteina cas (cas-core) che include la famiglia di proteine che va da cas1 a cas9. Un locus completo CRISPR/Cas possiede almeno un gene codificante il nucleo della proteina "Cas".

## Eterogeneità dei sistemi CRISPR/Cas

### Classi
I sistemi CRISPR/Cas appartengono di norma a due classi:
1. I sistemi di Classe 1 sono costituiti da un locus CRISPR e da molteplici proteine Cas;
2. I sistemi di Classe 2 sono costituiti da un locus CRISPR con una singola ma grande proteina Cas.

### Tipi
La classe 1 è suddivisa nei tipi I, III e IV.
La classe 2 è suddivisa nei tipi II, V e VI.

### Sottotipi
I sistemi I, II, III, IV, V e VI sono a loro volta suddivisi in 19 sottotipi.
| Classe | Tipo (Cas) | Proteina esclusiva (signature protein) | Funzione della proteina esclusiva | Fonti         |
| ------ | ---------- | -------------------------------------- | --- | ------------- |
| 1      | I          | Cas3                                   | Nucleasi con dominio HD e specificità per DNA a singolo filamento; possiede inoltre un dominio ad attività elicasica ATP-dipendente. | [ 57 ] [ 58 ] |
|        | IA         | Cas8a, Cas5                            | Subunità del modulo di interferenza: importante per identificare il DNA "estraneo" grazie al riconoscimento della sequenza PAM. | [ 59 ]        |
|        | IB         | Cas8b                                  | Subunità del modulo di interferenza: importante per identificare il DNA "estraneo" grazie al riconoscimento della sequenza PAM. | [ 59 ]        |
|        | IC         | Cas8c                                  | Subunità del modulo di interferenza: importante per identificare il DNA "estraneo" grazie al riconoscimento della sequenza PAM. | [ 59 ]        |
|        | ID         | Cas10d                                 | Contiene un dominio omologo al dominio a "forma di palmo" delle polimerasi degli acidi nucleici e delle ciclasi dei nucleotidi. | [ 60 ] [ 61 ] |
|        | IE         | Cse1, Cse2                             | Contiene un dominio omologo al dominio a "forma di palmo" delle polimerasi degli acidi nucleici e delle ciclasi dei nucleotidi. | [ 60 ] [ 61 ] |
|        | IF         | Csy1, Csy2, Csy3                       | Non determinata. | [ 59 ]        |
|        | IU         | GSU0054                                | | [ 59 ]        |
|        | III        | Cas10                                  | Omologo di Cas10d e Cse1 | [ 61 ]        |
|        | IIIA       | Csm2                                   | Non determinata. | [ 59 ]        |
|        | IIIB       | Cmr5                                   | Non determinata | [ 59 ]        |
|        | IIIC       | Cas10 o Csx11                          | | [ 59 ]        |
|        | IIID       | Csx10                                  | | [ 59 ]        |
|        | IV         | Csf1                                   | |               |
|        | IVA        |                                        | |               |
|        | IVB        |                                        | |               |
| 2      | II         | Cas9                                   | Nucleasi RuvC eHNH che insieme producono DSBs (Double-Strand-Breaks: Rotture a doppio filamento); separatamente possono produrre SSBs (Single-Strand Breaks: Rotture a singolo filamento). Assicurano l'acquisizione di DNA-spacer funzionanti durante il processo di adattamento. | [ 62 ] [ 63 ] |
|        | IIA        | Csn2                                   | Proteina legante il DNA a forma di anello, coinvolta nella primed adaptation nei sistemi CRISPR di Tipo II. | [ 64 ]        |
|        | IIB        | Cas4                                   | Non determinata. |               |
|        | IIC        |                                        | Caratterizzata dall'assenza di Csn2 or Cas4 | [ 65 ]        |
|        | V          | Cpf1, C2c1, C2c3                       | Nucleasi RuvC. Manca di HNH. | [ 66 ]        |
|        | VI         | C2c2                                   | | [ 66 ]        |

## Meccanismo d'azione dei CRISPR associati a Cas
Si immagini di creare un "vaccino" per un batterio contro l'invasione di un batteriofago sfruttando il sistema CRISPR/Cas, ovvero si immagini di descrivere:
- 1. Invasione del virus (batteriofago);
- 2. Selezione di sequenze di DNA del virus (protospacer) da integrare nel locus CRISPR (futuri spacer nel locus CRISPR) del batterio invaso;
- 3. Acquisizione dello spacer nel locus CRISPR del batterio;
- 4. Trascrizione del locus CRISPR per formare un RNA (crRNA processing);
- 5. Utilizzo del crRNA per bloccare una futura invasione da parte del virus (Interference);

### 1. Invasione di un virus
Immaginiamo che sia un batteriofago ad invadere il batterio. Il sistema CRISPR/Cas è in grado di bloccare i processi di:
- infezione;
- coniugazione;
- trasformazione naturale

degradando qualsiasi acido nucleico che sia in grado di entrare nella cellula.

### 2. Selezione di sequenze di DNA del virus: la dipendenza dalle sequenze PAM e dalle proteine Cas

#### Contributo del virus: sequenze PAMs
Sono state effettuate diverse analisi bioinformatiche per scoprire la natura e la genesi delle sequenze del virus integrate nel genoma batterico. In particolare, si è dimostrato che le regioni nel genoma del virus ad essere integrate (i futuri spacer del locus CRISPR, adesso detti proto-spacer) non erano selezionate in maniera casuale: esse erano presenti a livello di piccole sequenze di DNA (lunghe 3-5bp) denominate PAMs (Protospacer adjacent motifs).
L'analisi di molteplici sistemi Cas-CRISPR ha mostrato che le PAM sono importanti per il processo di acquisizione del protospacer nel genoma del batterio (dove verrà denominato in seguito spacer). Tuttavia, le PAMs sono essenziali per i sistemi Cas di tipo I e II, ma non per quelli di tipo III.

#### Contributo del batterio: proteine Cas
Vedi sotto.

### 3. Processo di acquisizione dello spacer
Cas1 e Cas2 sono presenti in tutti e tre i sistemi CRISPR/Cas: ciò suggerisce un loro ruolo fondamentale nell'acquisizione di DNA Spacer. Quest'osservazione è stata confermata mediante esperimenti mutazionali, dove l'inattivazione di Cas1 o di Cas2 rendeva inefficiente il processo di acquisizione, senza però incidere sulla risposta immunitaria mediata da CRISPR.
Sono state scoperte molteplici proteine Cas1 insieme alle loro strutture.

### 4. Trascrizione del locus CRISPR per attivare la risposta immunitaria adattativa: crRNA
Affinché la nucleasi Cas possa in futuro riconoscere il virus e degradarne gli acidi nucleici, il batterio genera un trascritto di RNA del locus CRISPR (nel quale sono presenti porzioni di DNA di un virus simile che ha attaccato precedentemente il batterio sotto forma di "spacer"). Questo trascritto è denominato CRISPR-RNA, in sigla crRNA. Il meccanismo di produzione di crRNAs differisce tra un sistema e l'altro, ma generalmente il procedimento consiste in:
1. Generazione (nel batterio) di un trascritto molto lungo che include moltissimi elementi del locus CRISPR.[82]
2. Clivaggio del trascritto per generare molteplici crRNAs mediato dalle proteine Cas.

Nel crRNA risiede la capacità del batterio di riconoscere l'attacco del virus, pertanto anche se i processi di maturazione del trascritto di crRNA differiscono tra un sistema e l'altro la sua struttura contiene generalmente:
- una sequenza RNA-spacer (proveniente dal DNA-spacer acquisito in passato dall'attacco di un virus), destinata ad appaiarsi alla sequenza protospacer del non-self;
- una sequenza parzialmente ripetuta a una o entrambe le estremità del trascritto: è grazie a questa sequenza che si evita l'appaiamento crRNA - DNA del batterio; in altre parole si evita che il sistema CRISPR/Cas vada incontro a una reazione "autoimmunitaria" e che riconosca gli "spacer" del locus CRISPR.

Gli enzimi dei sistemi CRISPR/Cas che utilizzano un RNA-guida appartengono alla classe V degli enzimi di restrizione.

### 5. Meccanismo di interferenza

#### Nei sistemi CRISPR/Cas di tipo I.
Nei sistemi di tipo I il genoma del non-self viene riconosciuto dal batterio grazie alla sua sequenza PAM; in particolare dopo l'integrazione di una molecola di DNA virale avviene l'appaiamento tra:
- Il genoma del virus (contenente le PAM e il protospacer);
- un trascritto di crRNAs del batterio (provenienti dal DNA del locus CRISPR contenenti gli spacer).

In questi sistemi, il corretto appaiamento delle basi tra il crRNA e i segnali del protospacer scatena un cambiamento conformazionale di un grandissimo complesso proteico denominato "Cascade": è questo che recluta Cas3 per degradare il DNA del non-self.

#### Nei sistemi CRISPR/Cas di tipo II.
I sistemi di tipo II basano il proprio meccanismo di interferenza sulla proteina Cas9. Per poter funzionare, Cas9 ha bisogno di due RNAs:
- crRNA;
- trascrRNA.

#### Nei sistemi CRISPR/Cas di tipo III.
Richiede sei o sette proteine Cas per il legame al crRNA, analogamente ai sistemi di tipo I. I sistemi di tipo III esaminati in S. solfataricus e P. furiosus possono riconoscere il mRNA del fago (piuttosto che il suo DNA): questo rende i sistemi III capaci di riconoscere "non-self" anche sotto forma di RNA (e dunque di riconoscere anche genomi di fagi basati su RNA).